# Petunia (prénom)
Pour les articles homonymes, voir Petunia (homonymie).
Petunia est un prénom féminin.

## Sens et origine du prénom
- Prénom féminin d'origine nord-amérindienne[1].
- Prénom qui signifie « fleur ».
- En lien direct avec le Petunia, un genre de plantes herbacées vivaces ou annuelles de la famille des Solanaceae, originaires des régions tropicales d'Amérique du Sud, dont on dénombre une vingtaine d'espèces.

## Prénom de personnes célèbres et fréquence
- Petunia Pig - Personnage de dessin animé dans les séries Looney Tunes et Merrie Melodies de Warner Bros.
- Pétunia Dursley - Personnage de fiction dans Harry Potter de J. K. Rowling : la sœur de Lily Evans Potter, donc la tante de Harry ainsi que la femme de Vernon et la mère de Dudley.
- Pétunia - Personnage de fiction dans la bande dessinée et la série d'animation de Grabouillon.
- Prénom aujourd'hui peu usité aux États-Unis[2].
- Prénom qui n'a jamais été donné en France[3].